# Jamila Madeira
Jamila Bárbara Madeira e Madeira (ur. 17 lipca 1975 w Alte w Loulé) – portugalska polityk i działaczka młodzieżowa, posłanka do Parlamentu Europejskiego VI kadencji, deputowana krajowa.

## Życiorys
Córka polityka Luísa Filipe Madeiry. W 1997 uzyskała licencjat z ekonomii w wyższym instytucie ekonomii i zarządzania (w ramach Uniwersytetu Technicznego w Lizbonie). Podjęła pracę w zawodzie ekonomistki.
Od 1999 do 2004 zasiadała w Zgromadzeniu Republiki z ramienia Partii Socjalistycznej. Od 2000 do 2004 pełniła funkcję sekretarza generalnego młodzieżówki tego ugrupowania. Obejmowała szereg stanowisk we władzach partyjnych różnych szczebli. Była też wiceprzewodniczącą organizacji IUSY.
W 2004 uzyskała mandat posłanki do Parlamentu Europejskiego. Zasiadała w Grupie Socjalistycznej oraz w Komisji Handlu Międzynarodowego. W 2009 powróciła do sprawowania mandatu w parlamencie krajowym, wykonując go do 2011. W 2015 po raz kolejny wybrana do Zgromadzenia Republiki; w 2019, 2022, 2024 i 2025 uzyskiwała poselską reelekcję.
W 2019 powołana na sekretarza stanu w resorcie zdrowia, pełniła tę funkcję do września 2020.